# Cinara strobi
Cinara strobi är en insektsart som först beskrevs av Fitch 1851.  Cinara strobi ingår i släktet Cinara och familjen långrörsbladlöss. Inga underarter finns listade i Catalogue of Life.